# Primo Stato
Il Primo Stato è il termine con il quale s'indicava il clero nella società dell'Ancien Régime (antico regime in italiano).

## Storia
All'interno di questa classe sociale vi era una distinzione tra alto e basso clero: l'alto clero, comprendente i vertici delle gerarchie ecclesiastiche, era costituito da un'élite di estrazione nobiliare, colta e con notevole forza politica. Ad esso spettavano numerosi benefici, ossia la proprietà della Chiesa e anche dei redditi derivanti da essa. Il basso clero, chiamato anche clero parrocchiale, era formato da persone derivanti dalla popolazione contadina e piccolo-borghese e quindi caratterizzato da un tenore di vita modesto.